# Brachiolaria

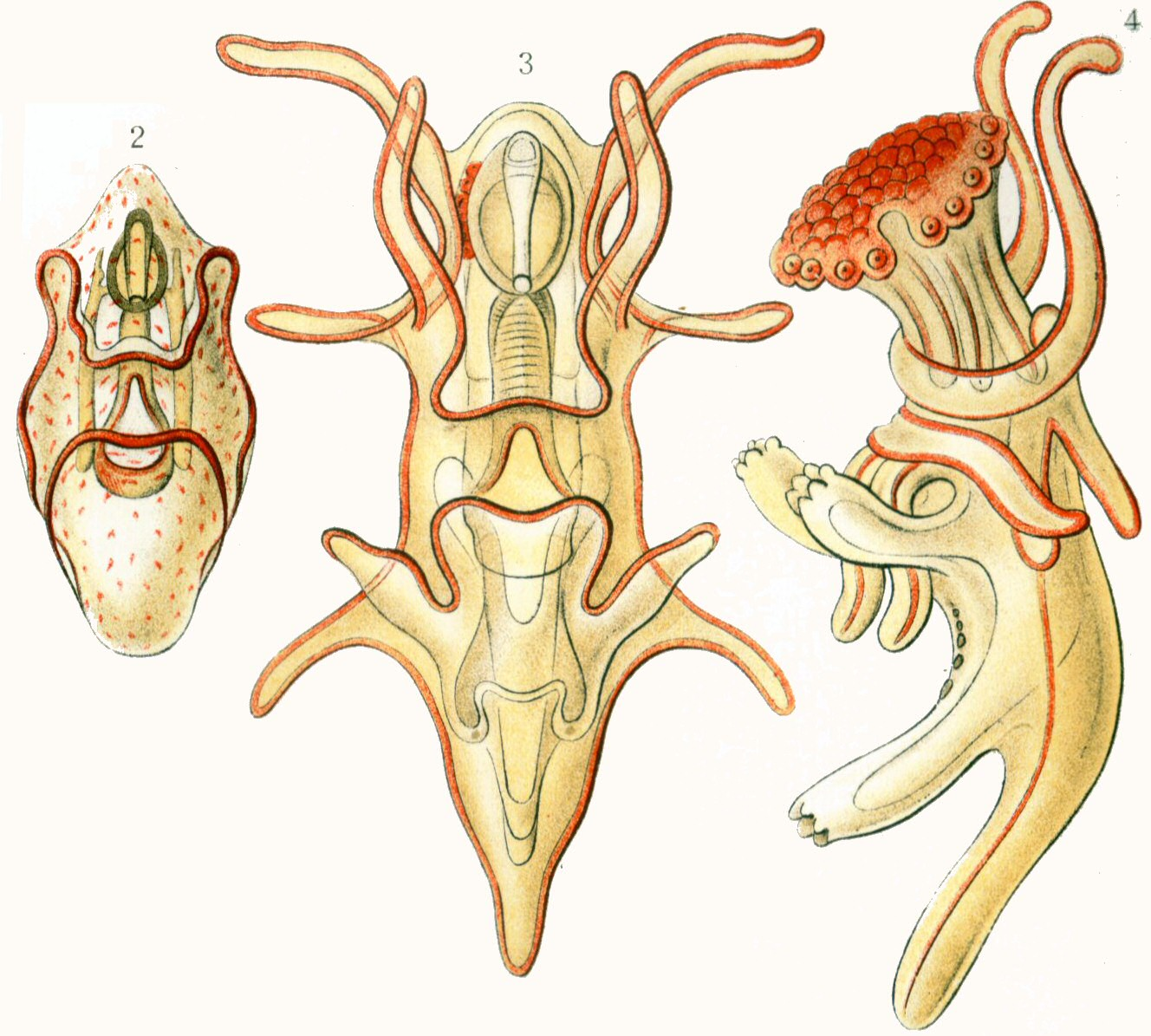
Les trois stades larvaires des étoiles de mer (ici une Asterias sp.) : scaphularia, bipinnaria, brachiolaria.

Brachiolaria est un stade du développement larvaire de la classe Asteroidea. 
Cette étape suit le stade bipinnaria, et est le dernier stade planctonique avant la métamorphose en étoile juvénile, benthique. 
Les brachiolaria ont une symétrie bilatérale alors que les adultes ont une symétrie pentaradiale.
Les brachiolaria se déplacent dans l'eau grâce à des cils vibratiles, dont elles se servent également pour se nourrir, essentiellement de phytoplancton. 

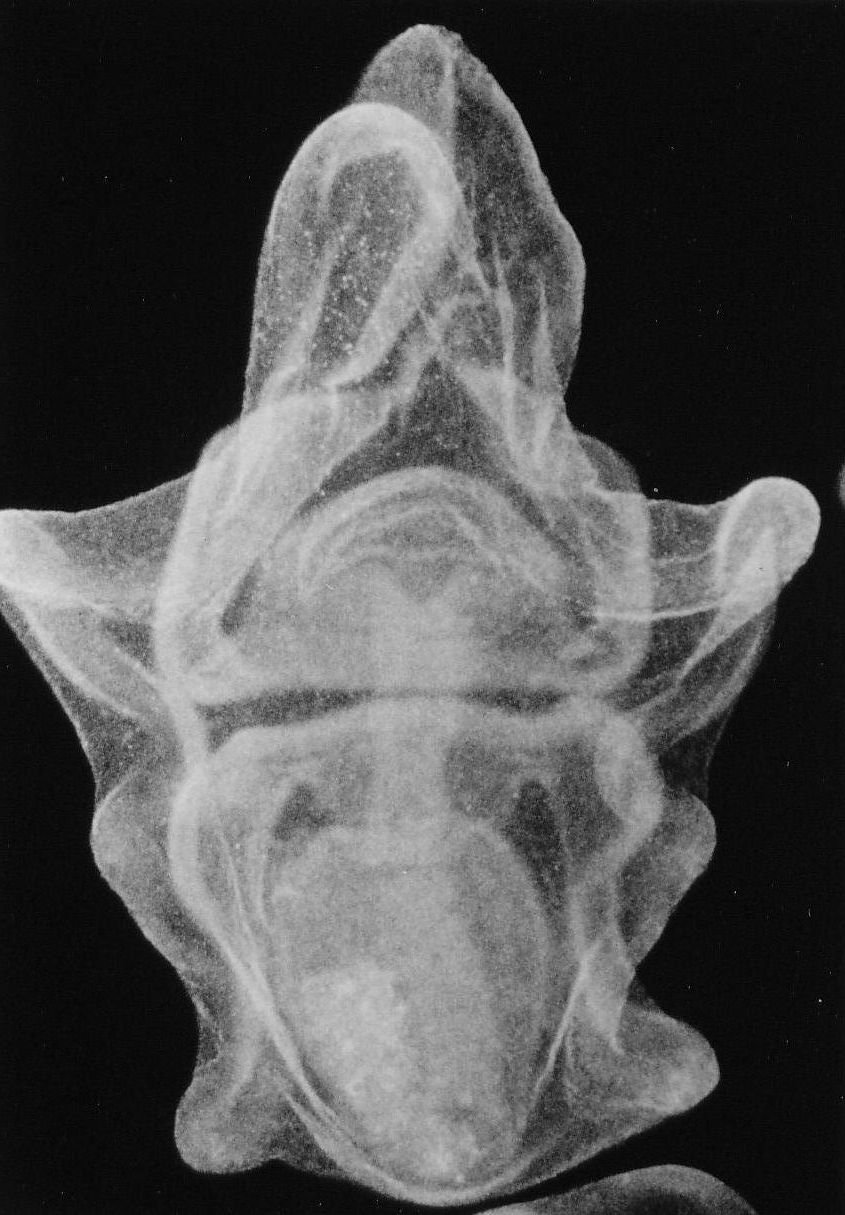
Larve brachiolaria d'Acanthaster planci en stade primitif.
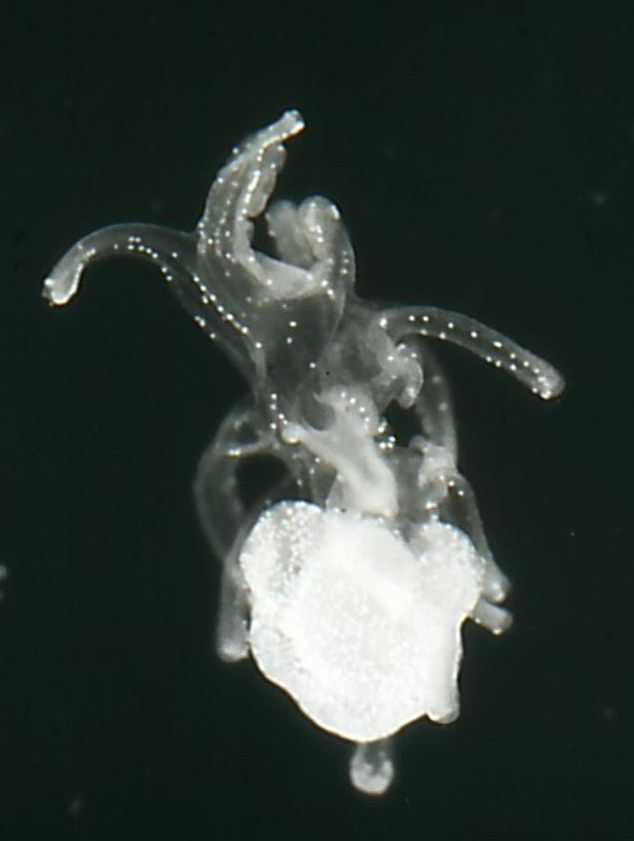
Larve brachiolaria d'Acanthaster planci en stade avancé.